# The Hunger Project
The Hunger Project (afkorting: THP) is een internationale organisatie ter bestrijding van honger. The Hunger Project is opgericht in 1977 naar aanleiding van de eerste Wereldvoedselconferentie in Rome. Het hoofdkantoor is gevestigd in New York. The Hunger Project is een organisatie die strategisch werkt, in de zin dat ze streeft naar duurzame resultaten op de langere termijn. Dit doet ze door de mensen geen noodhulp te brengen maar nieuwe inzichten. De organisatie investeert in mensen: zij ondersteunt lokale mensen om op eigen kracht een toekomst op te bouwen zonder honger. Door middel van trainingen worden zij weerbaar gemaakt en gestimuleerd om zelf hun eigen toekomst ter hand te nemen.
Het werkterrein van The Hunger Project bevindt zich in Afrika, Azië en Zuid-Amerika. De organisatie heeft afdelingen in de Verenigde Staten, Canada, Australië, Nieuw-Zeeland, Japan, Nederland, België, Duitsland, Engeland, Zwitserland en Zweden. In deze afdelingen verzorgen professionals en vrijwilligers fondswerving voor de activiteiten van The Hunger Project.